# Rita Crockett
Pour les articles homonymes, voir Crockett.
Rita Louise Crockett est une joueuse américaine de volley-ball née le 2 novembre 1957 à San Antonio (Texas).

## Biographie
Rita Crockett fait partie de l'équipe des États-Unis de volley-ball féminin médaillée d'argent aux Jeux panaméricains de 1983 à Caracas et aux Jeux olympiques d'été de 1984 à Los Angeles.